# Хромосома 15 (людина)

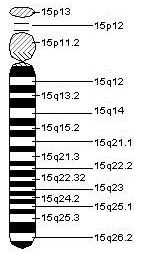
Ідіограма 15-ї хромосоми людини

Хромосома 15 є однією з 23 пар хромосом людини. За нормальних умов у людей дві копії цієї хромосоми. 15-та хромосома має в своєму складі 106 млн пар основ або 3-3,5 % від загальної кількості нуклеотидів в ДНК клітин.

Ідентифікація генів кожної хромосоми є пріоритетним напрямком наукових досліджень в генетиці. Проте, дослідники застосовують різні підходи щодо визначення кількості генів в кожній хромосомі, внаслідок цього дані щодо їх кількості демонструють різні цифри. Це також стосується і хромосоми 15, в якій налічують від 700 до 900 генів.

## Гени

### Плече p
- EDC3
- EHD4
- EID1
- EIF2AK4
- EIF3J
- GABPB1
- GABRA5
- Ізоцитратдегідрогеназа-2
- М'язова піруваткіназа
- RNR3 — рибосомна РНК 3
- PDIA3
- Рибосомний білок L4
- Рибосомний білок S17
- Талін-2 — білок TLN2
- TSP1 — тромбоспондин-1
- TMOD3
- Фібрилін-1
- Циклофилін B
- SLC12A6

### Плече q
- ANPEP — аланінамінопептидаза
- AQP9 — білок групи аквапоринів, канал з широким спектром проникності
- CAPN3 — калпаїн 3;
- CYP11A1 — «Фермент, що розщеплює бічний ланцюг холестерину», P450 (англ. side chain cleavage)
- CYP19A1 — Ароматаза
- FAH — фумарилацетоацетат-гідролаза
- FURIN — фурин
- FBN1 — фибрилін 1 (Синдром Марфана)
- HEXA — α-субодиниця гексозамінідази A
- ITGA11 — глікопротеїн з надродини інтегринів (альфа-11)
- IVD — ізовалерил-КоА-дегідрогеназа
- MCPH4 — ген 4, ассоцйорований з первинною автосомно-рецессивною мікроцефалією
- OCA2 — ген, ассоційований з шкірно-очним альбінізмом
- RAD51 — гомолог RAD51 (S. cerevisiae) або гомолог RecA (E. coli)
- STRC — стереоцилін
- UBE3A — убіквітін-протеїн-лігаза E3A
- PML — білок промієлоцитарної лейкемії
- SLC24A5 — член 5 родини переносників розчинних речовин 24

## Хвороби та розлади
- Синдром Блума
- Рак молочної залози
- Ізовалеріанова ацидемія
- Синдром Марфана
- Несиндромна глухота
- Хвороба Тея-Сакса
- Тиросемія
- Синдром Андерманна